# 毎日杯
毎日杯（まいにちはい）は、日本中央競馬会（JRA）が阪神競馬場で施行する中央競馬の重賞競走（GIII）である。
寄贈賞を提供する毎日新聞社は、東京・名古屋・大阪・北九州に本社を置く新聞社。
正賞は毎日新聞社賞。

## 概要
1954年に創設された、4歳（現3歳）馬限定の重賞競走。優先出走権が得られるトライアル競走ではないが、春の大レースを目指す3歳馬にとって重要な前哨戦とされている。
創設から1970年までは6月の東京優駿（日本ダービー）直後に行われていたが、1971年より3月（1972年は4月）に繰り上げられた。施行距離は創設以来芝2000mで定着（1971年は1900m）していたが、2007年より阪神競馬場に新設された芝外回りコースの1800mに変更された。創設時の負担重量はハンデキャップだったが、翌年から別定に変更された。2024年からは負担重量が馬齢重量に変更される。
外国産馬は1992年から、地方競馬所属馬は1996年からそれぞれ出走可能になり、2009年からは外国馬も出走可能な国際競走となった。

### 競走条件
以下の内容は、2025年現在のもの。
出走資格：サラ系3歳
- JRA所属馬
- 地方競馬所属馬（2頭まで）
- 外国調教馬（優先出走）
- 負担重量：馬齢（牡・せん57kg、牝馬55kg）

### 賞金
2025年の1着賞金は4100万円で、以下2着1600万円、3着1000万円、4着620万円、5着410万円。

## 歴史
- 1954年 - 4歳馬による重賞競走として創設[4]。
- 1984年 - グレード制施行によりGIII[注 1]に格付け[4]。
- 1992年 - 混合競走に指定、外国産馬が出走可能になる[4]。
- 1996年 - 特別指定交流競走に指定され、地方競馬所属馬が2頭まで出走可能になる[4]。
- 2001年 - 馬齢表示の国際基準への変更に伴い、出走条件を「3歳」に変更。
- 2007年 - 日本のパートI国昇格に伴い、格付表記をJpnIIIに変更[7]。
- 2009年
  - 国際競走に変更され、外国調教馬が9頭まで出走可能になる[6]。
  - 格付表記をGIII（国際格付）に変更[6]。
- 2011年 - 「被災地支援競走」の副称をつけて施行[8][9]。
  - 本年の競走は、中京競馬場の改修工事により阪神競馬場での代替開催となった高松宮記念と同日の最終12レースで施行され、「JRAプレミアムレース」として払戻金の5%上乗せを実施される予定であった。東日本大震災の社会的影響を踏まえて「JRAプレミアムレース」を取りやめ、売上金の5%相当額等を被災地支援に拠出した。
- 2020年 - COVID-19の流行により客を入れずに「無観客競馬」として開催。
- 2024年 - 負担重量を馬齢重量に変更。

### 歴代優勝馬
コース種別の記載がない距離は、芝コースを表す。
優勝馬の馬齢は、2000年以前も現行表記に揃えている。
| 回数   | 施行日        | 競馬場 | 距離  | 優勝馬             | 性齢  | タイム   | 優勝騎手   | 管理調教師 | 馬主                                 |
| ------ | ------------- | ------ | ----- | ------------------ | ----- | -------- | ---------- | ---------- | ------------------------------------ |
| 第1回  | 1954年6月27日 | 阪神   | 2000m | ミネマサ           | 牡3   | 2:10 4/5 | 上田三千夫 | 伊藤正四郎 | 峯岸正                               |
| 第2回  | 1955年5月15日 | 阪神   | 2000m | ヤサカ             | 牡3   | 2:06 0/5 | 佐藤勇     | 武田文吾   | 熊谷忠夫                             |
| 第3回  | 1956年7月1日  | 阪神   | 2000m | キヤツスル         | 牝3   | 2:10 1/5 | 栗田勝     | 武田文吾   | 坂上忠兵衞                           |
| 第4回  | 1957年6月16日 | 阪神   | 2000m | シンセカイイチ     | 牡3   | 2:05 0/5 | 近藤武夫   | 伊藤勝吉   | 伊藤由五郎                           |
| 第5回  | 1958年6月15日 | 阪神   | 2000m | タカハル           | 牡3   | 2:02 3/5 | 近藤武夫   | 伊藤勝吉   | コーホー                             |
| 第6回  | 1959年6月21日 | 京都   | 2000m | ハツライ           | 牡3   | 2:04 3/5 | 清田十一   | 伊藤勝吉   | 大久保常吉                           |
| 第7回  | 1960年6月12日 | 阪神   | 2000m | タイゴンオー       | 牡3   | 2:02.7   | 諏訪真     | 諏訪佐市   | 佐藤庄平                             |
| 第8回  | 1961年6月18日 | 阪神   | 2000m | ヤマサカエ         | 牡3   | 2:06.2   | 諏訪真     | 諏訪佐市   | 土井宏二                             |
| 第9回  | 1962年6月17日 | 阪神   | 2000m | ゴールデンスター   | 牡3   | 2:04.9   | 諏訪真     | 諏訪佐市   | 山田泰吉                             |
| 第10回 | 1963年6月16日 | 阪神   | 2000m | パスポート         | 牝3   | 2:05.8   | 松永高徳   | 清水茂次   | 吉田善一                             |
| 第11回 | 1964年6月21日 | 阪神   | 2000m | オンワードセカンド | 牡3   | 2:05.8   | 松本善登   | 武田文吾   | 樫山（株）                           |
| 第12回 | 1965年6月13日 | 阪神   | 2000m | タニノライジング   | 牡3   | 2:04.1   | 池江泰郎   | 久保道雄   | 谷水信夫                             |
| 第13回 | 1966年6月12日 | 京都   | 2000m | アポオンワード     | 牡3   | 2:03.6   | 栗田勝     | 武田文吾   | 樫山（株）                           |
| 第14回 | 1967年6月18日 | 阪神   | 2000m | サトヒカル         | 牡3   | 2:04.3   | 栗田勝     | 大久保亀治 | 鴨常一                               |
| 第15回 | 1968年6月2日  | 阪神   | 2000m | ダテホーライ       | 牡3   | 2:04.4   | 宇田明彦   | 星川泉士   | 伊達牧場                             |
| 第16回 | 1969年6月22日 | 京都   | 2000m | マサファイター     | 牡3   | 2:10.7   | 武邦彦     | 夏村辰男   | 壺山政夫                             |
| 第17回 | 1970年6月14日 | 阪神   | 2000m | ダテテンリュウ     | 牡3   | 2:07.1   | 宇田明彦   | 星川泉士   | 伊達牧場                             |
| 第18回 | 1971年3月14日 | 阪神   | 1900m | ニホンピロムーテー | 牡3   | 1:57.8   | 簗田善則   | 服部正利   | 小林百太郎                           |
| 第19回 | 1972年4月9日  | 阪神   | 2000m | ユーモンド         | 牡3   | 2:10.6   | 福永洋一   | 武田文吾   | 新子政勇貴                           |
| 第20回 | 1973年3月4日  | 阪神   | 2000m | ホウシュウエイト   | 牡3   | 2:04.4   | 中野勝也   | 日迫清     | 上田清次郎                           |
| 第21回 | 1974年3月3日  | 阪神   | 2000m | エリモマーチス     | 牡3   | 2:04.2   | 大久保光康 | 大久保正陽 | 山本慎一                             |
| 第22回 | 1975年3月2日  | 阪神   | 2000m | フサトロキノー     | 牡3   | 2:03.6   | 目野哲也   | 土門健司   | 吉川不可止                           |
| 第23回 | 1976年2月29日 | 阪神   | 2000m | エリモファーザー   | 牡3   | 2:08.2   | 大久保哲男 | 大久保石松 | 山本慎一                             |
| 第24回 | 1977年3月6日  | 阪神   | 2000m | ハードバージ       | 牡3   | 2:04.1   | 内田国夫   | 伊藤雄二   | 吉嶺一徳                             |
| 第25回 | 1978年3月5日  | 阪神   | 2000m | アグネスホープ     | 牡3   | 2:06.2   | 久保敏文   | 二分久男   | 渡辺孝男                             |
| 第26回 | 1979年3月4日  | 阪神   | 2000m | ハシハーミット     | 牡3   | 2:02.3   | 河内洋     | 内藤繁春   | （株）シンザンクラブ                 |
| 第27回 | 1980年3月2日  | 阪神   | 2000m | レッドジャガー     | 牡3   | 2:03.6   | 村本善之   | 坂田正行   | （株）千屋レッド                     |
| 第28回 | 1981年3月1日  | 阪神   | 2000m | ヒロノワカコマ     | 牡3   | 2:05.3   | 伊藤清章   | 伊藤修司   | 伊藤裕子                             |
| 第29回 | 1982年3月7日  | 阪神   | 2000m | エリモローラ       | 牡3   | 2:02.8   | 高橋隆     | 大久保石松 | 山本慎一                             |
| 第30回 | 1983年3月6日  | 阪神   | 2000m | タケノヒエン       | 牡3   | 2:04.9   | 本田優     | 星川泉士   | 武岡嘉一                             |
| 第31回 | 1984年3月4日  | 阪神   | 2000m | マルブツサーペン   | 牡3   | 2:04.5   | 加用正     | 瀬戸口勉   | 大澤毅                               |
| 第32回 | 1985年3月3日  | 阪神   | 2000m | ニューファンファン | 牡3   | 2:05.4   | 岩元市三   | 布施正     | 靏本貢                               |
| 第33回 | 1986年3月2日  | 阪神   | 2000m | フレッシュボイス   | 牡3   | 2:02.9   | 田原成貴   | 境直行     | 円城和男                             |
| 第34回 | 1987年3月29日 | 阪神   | 2000m | ダイゴアルファ     | 牡3   | 2:02.6   | 加用正     | 北橋修二   | 竹村万里子                           |
| 第35回 | 1988年3月27日 | 阪神   | 2000m | オグリキャップ     | 牡3   | 2:04.8   | 河内洋     | 瀬戸口勉   | 佐橋五十雄                           |
| 第36回 | 1989年3月26日 | 阪神   | 2000m | スターサンシャイン | 牡3   | 2:03.8   | 岡冨俊一   | 中村覚之助 | （有）大成牧場                       |
| 第37回 | 1990年3月25日 | 阪神   | 2000m | キーミノブ         | 牡3   | 2:03.6   | 村本善之   | 日迫良一   | 北前正美                             |
| 第38回 | 1991年3月24日 | 京都   | 2000m | イイデサターン     | 牡3   | 2:02.3   | 河内洋     | 大久保正陽 | （株）アールエスエーカントリ         |
| 第39回 | 1992年3月29日 | 阪神   | 2000m | ヒシマサル         | 牡3   | 2:06.6   | 田島信行   | 佐山優     | 阿部雅一郎                           |
| 第40回 | 1993年3月28日 | 阪神   | 2000m | シクレノンシェリフ | 牡3   | 2:06.4   | 松永幹夫   | 小林稔     | 藤立啓一                             |
| 第41回 | 1994年3月27日 | 阪神   | 2000m | メルシーステージ   | 牡3   | 2:01.0   | 河北通     | 小野幸治   | 永井康郎                             |
| 第42回 | 1995年3月26日 | 京都   | 2000m | ダイタクテイオー   | 牡3   | 2:01.7   | 藤田伸二   | 橋口弘次郎 | 中村和子                             |
| 第43回 | 1996年3月24日 | 阪神   | 2000m | タイキフォーチュン | 牡3   | 2:01.1   | 柴田善臣   | 高橋祥泰   | （有）大樹ファーム                   |
| 第44回 | 1997年3月23日 | 阪神   | 2000m | テイエムトップダン | 牡3   | 2:03.3   | 和田竜二   | 岩元市三   | 竹園正繼                             |
| 第45回 | 1998年3月29日 | 阪神   | 2000m | ミラクルタイム     | 牡3   | 2:01.1   | 蛯名正義   | 前田禎     | 堀越毅一                             |
| 第46回 | 1999年3月28日 | 阪神   | 2000m | テイエムオペラオー | 牡3   | 2:04.1   | 和田竜二   | 岩元市三   | 竹園正繼                             |
| 第47回 | 2000年3月25日 | 阪神   | 2000m | シルヴァコクピット | 牡3   | 2:03.6   | 武豊       | 安田隆行   | 金子真人                             |
| 第48回 | 2001年3月24日 | 阪神   | 2000m | クロフネ           | 牡3   | 1:58.6   | 四位洋文   | 松田国英   | 金子真人                             |
| 第49回 | 2002年3月23日 | 阪神   | 2000m | チアズシュタルク   | 牡3   | 2:02.2   | 藤田伸二   | 山内研二   | 北村キヨ子                           |
| 第50回 | 2003年3月29日 | 阪神   | 2000m | タカラシャーディー | 牡3   | 1:59.9   | 佐藤哲三   | 佐々木晶三 | 伊藤昭次                             |
| 第51回 | 2004年3月27日 | 阪神   | 2000m | キングカメハメハ   | 牡3   | 2:01.2   | 福永祐一   | 松田国英   | 金子真人                             |
| 第52回 | 2005年3月26日 | 阪神   | 2000m | ローゼンクロイツ   | 牡3   | 2:02.2   | 安藤勝己   | 橋口弘次郎 | （有）サンデーレーシング             |
| 第53回 | 2006年3月25日 | 阪神   | 2000m | アドマイヤメイン   | 牡3   | 2:00.5   | 福永祐一   | 橋田満     | 近藤利一                             |
| 第54回 | 2007年3月24日 | 阪神   | 1800m | ナムラマース       | 牡3   | 1:48.0   | 藤岡佑介   | 福島信晴   | 奈村信重                             |
| 第55回 | 2008年3月29日 | 阪神   | 1800m | ディープスカイ     | 牡3   | 1:46.0   | 四位洋文   | 昆貢       | 深見敏男                             |
| 第56回 | 2009年3月28日 | 阪神   | 1800m | アイアンルック     | 牡3   | 1:48.0   | 小牧太     | 橋口弘次郎 | 池上一馬                             |
| 第57回 | 2010年3月27日 | 阪神   | 1800m | ダノンシャンティ   | 牡3   | 1:49.3   | 安藤勝己   | 松田国英   | （株）ダノックス                     |
| 第58回 | 2011年3月27日 | 阪神   | 1800m | レッドデイヴィス   | セン3 | 1:47.1   | 浜中俊     | 音無秀孝   | （株）東京ホースレーシング           |
| 第59回 | 2012年3月24日 | 阪神   | 1800m | ヒストリカル       | 牡3   | 1:49.6   | 安藤勝己   | 音無秀孝   | 近藤英子                             |
| 第60回 | 2013年3月23日 | 阪神   | 1800m | キズナ             | 牡3   | 1:46.2   | 武豊       | 佐々木晶三 | 前田晋二                             |
| 第61回 | 2014年3月29日 | 阪神   | 1800m | マイネルフロスト   | 牡3   | 1:46.7   | 柴田大知   | 高木登     | （株）サラブレッドクラブ・ラフィアン |
| 第62回 | 2015年3月28日 | 阪神   | 1800m | ミュゼエイリアン   | 牡3   | 1:47.2   | 川田将雅   | 黒岩陽一   | 高橋仁                               |
| 第63回 | 2016年3月26日 | 阪神   | 1800m | スマートオーディン | 牡3   | 1:47.3   | 戸崎圭太   | 松田国英   | 大川徹                               |
| 第64回 | 2017年3月25日 | 阪神   | 1800m | アルアイン         | 牡3   | 1:46.5   | 松山弘平   | 池江泰寿   | （有）サンデーレーシング             |
| 第65回 | 2018年3月24日 | 阪神   | 1800m | ブラストワンピース | 牡3   | 1:46.5   | 池添謙一   | 大竹正博   | （有）シルクレーシング               |
| 第66回 | 2019年3月23日 | 阪神   | 1800m | ランスオブプラーナ | 牡3   | 1:47.2   | 松山弘平   | 本田優     | 五影慶則                             |
| 第67回 | 2020年3月28日 | 阪神   | 1800m | サトノインプレッサ | 牡3   | 1:47.9   | 武豊       | 矢作芳人   | （株）サトミホースカンパニー         |
| 第68回 | 2021年3月27日 | 阪神   | 1800m | シャフリヤール     | 牡3   | 1:43.9   | 川田将雅   | 藤原英昭   | （有）サンデーレーシング             |
| 第69回 | 2022年3月26日 | 阪神   | 1800m | ピースオブエイト   | 牡3   | 1:47.5   | 藤岡佑介   | 奥村豊     | （有）シルクレーシング               |
| 第70回 | 2023年3月25日 | 阪神   | 1800m | シーズンリッチ     | 牡3   | 1:46.6   | 角田大河   | 久保田貴士 | 宇田豊                               |
| 第71回 | 2024年3月23日 | 阪神   | 1800m | メイショウタバル   | 牡3   | 1:46.0   | 坂井瑠星   | 石橋守     | 松本好雄                             |
| 第72回 | 2025年3月29日 | 阪神   | 1800m | ファンダム         | 牡3   | 1:45.9   | 北村宏司   | 辻哲英     | （株）キャロットファーム             |